# Lioglyptoxenus mirabilis
Lioglyptoxenus mirabilis är en skalbaggsart som beskrevs av Riccardo Pittino 2006. Lioglyptoxenus mirabilis ingår i släktet Lioglyptoxenus och familjen Aphodiidae. Inga underarter finns listade i Catalogue of Life.